# Partito dell'Unione della Solidarietà e dello Sviluppo
Il Partito dell'Unione della Solidarietà e dello Sviluppo (in birmano ပြည်ထောင်စုကြံ့ခိုင်ရေးနှင့် ဖွံ့ဖြိုးရေးပါတီ, in inglese Union Solidarity and Development Party, USDP) è un partito politico birmano fondato nel 2010 come erede dell'Associazione per l'Unione, la Solidarietà e lo Sviluppo, braccio politico dell'esercito birmano e delle sue giunte militari.